# فرودگاه پیکنز کانتی، جورجیا
 فرودگاه پیکنز کانتی، جورجیا (به انگلیسی: Pickens County Airport (Georgia)) یک فرودگاه همگانی بهره‌برداری هوایی است که یک باند فرود آسفالت دارد و طول باند آن ۱۵۲۴ متر است. این فرودگاه در کشور ایالات متحده آمریکا قرار دارد و در ارتفاع ۴۶۸ متری از سطح دریا واقع شده است.